# اندی کومین
اندی کومین (انگلیسی: Andy Comyn؛ زادهٔ ۲ اوت ۱۹۶۸) بازیکن فوتبال اهل بریتانیا است.
از باشگاه‌هایی که در آن بازی کرده‌است می‌توان به باشگاه فوتبال وست برومویچ آلبیون، باشگاه فوتبال دربی کانتی، باشگاه فوتبال استون ویلا، باشگاه فوتبال پلیموث آرگیل، و باشگاه فوتبال آلوچورچ اشاره کرد.